# ピリカ (東京都の企業)
株式会社ピリカ/一般社団法人ピリカ（英語: Pirika Inc / Pirika Association）は、ゴミ問題に取り組む日本のベンチャー企業、社団法人。および、同社が提供するゴミ拾いSNSアプリの名称。名称はアイヌ語の「ピリカ」（「美しい」の意）に由来する。
小嶌不二夫は幼い頃から環境問題に関心があり、京都大学の大学院に進むと環境問題に取り組んでいた。大学院を休学し世界一周して見て回るうちに、「ゴミのポイ捨て問題」に関心を抱くようになる。ゴミのポイ捨てが問題になるのは、「ゴミがポイ捨てされる量より、ゴミが拾われる量が少ないから」、「ゴミが拾われる量が多くなれば、結果としてゴミのポイ捨てが無くなる」のではないかという考えに至り、日本に戻ると大学院の友人に声をかけ、アプリの開発を始める。
結局、小嶌は大学院も辞めて起業することになるのだが、アプリの開発は進み、2011年5月にはゴミ拾いSNSアプリ「ピリカ」が公開される。同年11月には株式会社ピリカを設立する。
2014年の9月末の決算期にはアプリの総ダウンロード数は4万ほどであったが、協賛企業からの収益と自治体からの調査依頼による収益とで黒字化に成功する。しかし、ポイ捨てゴミの増減数の確認ができずアプリの効果は不明瞭であった。また、アプリを使用した人の「えり好み」からポイ捨てされていたゴミの種別も正確な分類が出来ているとは言えない状況であった。
そこで、報酬を支払って責任を持って調査が行え、なおかつ調査人個人の能力に依存しない「ポイ捨て調査システム」の開発に乗り出ことになった。スマートフォンで動画を撮影しながら、調査地域を歩き、撮影した動画をAIによる機械学習で分析し、動画に映っているポイ捨てゴミを検出する「タカノメ」が2016年に完成する。タカノメによる調査は、港区 (東京都)や目黒区、横浜市をはじめ、アメリカ、中国でも利用された。
2018年には国際的な海洋汚染問題ともなっているマイクロプラスチックの問題を「見える化」すべく、マイクロプラスチックを収集する装置「アルバトロス5号機」を東京理科大学理工学部土木工学科二瓶泰雄教授らと共同開発。日本財団による「海と日本プロジェクト」助成事業として関東、関西、アメリカ合衆国ニューヨーク市の河川と湾岸の計38か所の調査を行い、調査結果を公開した。流出場所を特定することで、解決策を出しやすくすることを目的とする。
ゴミ拾いSNSアプリ「ピリカ」は、世界81か国で使用されており、累計で7,500万個のゴミが拾われている（2018年時点）。泉大津市や横浜市のようにこのアプリを利用する独自のSNSを開設し、ゴミ減量に取り組む自治体もある。

## 賞歴
- 2013年 ゴミ拾いSNSアプリ「ピリカ」が慶応義塾大学主催の全国自治体ICTサミット2013において自治体アプリコンテスト大賞[10]
- 2018年 日本そうじ協会の「掃除大賞」で環境大臣賞[3]